# Christophe Dufrost de La Jemerais
Christophe Dufrost de La Jemerais (1708-1736), lieutenant de Pierre Gaultier de Varennes et de La Vérendrye.
En 1731, Christophe Dufrost de La Jemerais accompagna son oncle Pierre Gaultier de Varennes et de La Vérendrye et le fils aîné de celui-ci, Jean Baptiste de La Vérendrye dans une expédition vers l'Ouest.
Quand ils arrivèrent au Fort Caministigoyan, certains des compagnons engagés (salariés sous contrat), épuisés par le long voyage en canot depuis Montréal et découragés par les portages difficiles auxquels ils furent confrontés, refusèrent de continuer. 
Christophe Dufrost de La Jemeraye, continua au côté de Pierre de La Vérendrye et de Jean Baptiste en compagnie d'une petite partie de l'équipe vers l'ouest jusqu'à la rivière à la Pluie et le lac à la Pluie où ils établirent un fort qu'ils nommèrent Fort Saint-Pierre.
En 1732, il fonda avec Jean-Baptiste, le Fort Saint-Charles situé sur les rives du Lac des Bois.
En 1733, il navigua sur la rivière Winnipeg et atteint le lac Winnipeg sur les bords duquel il établit un fort nommé La Barrière.
Avec Jean-Baptiste, ils fondèrent un nouveau fort, le fort Maurepas.
En 1736, ils reconnurent la confluence de la Rivière Rouge et de la rivière Assiniboine, lieu qui sera retenu deux ans plus tard pour la construction du Fort Rouge. 
Christophe Dufrost de La Jemerais ne verra jamais l'édification du Fort Rouge, car il meurt en 1736 de maladie près de ce lieu qui deviendra la future ville de Winnipeg.